# Waste Management
Waste Management è il sesto album in studio, e terzo in lingua inglese, del duo musicale russo t.A.T.u., pubblicato il 15 dicembre 2009 dalle etichette T.A. Music e Coqueiro Verde Records.
L'album, uscito in tutto il mondo in formato digitale, è stato distribuito fisicamente soltanto in Sud America e in Russia.
La versione in russo che corrisponde a questo album è Vesëlye ulybki.

## Descrizione
Ultimo album in studio del duo, è stato registrato negli studi di Los Angeles e include i produttori Billy Steinberg, Josh Alexander e Sergio Galoyan, mentre Boris Renskij ha avuto il ruolo di produttore esecutivo. L'album non ha tuttavia visto la partecipazione dai principali produttori delle t.A.T.u., tra cui Martin Kierszenbaum e Trevor Horn. 
A differenza dei precedenti album in studio in lingua inglese, Waste Management è il primo disco a non essere pubblicato dalla Interscope Records, dopo il divorzio tra le due parti nel 2006. Globalmente è stato pubblicato in digitale per la T.A. Music, mentre in formato fisico è stato distribuito in Russia per la Misterija Zvuka e in Sud America per la Coqueiro Verde Records.
L'album contiene le stesse tracce in lingua inglese della versione russa (eccezion fatta per Marsianskie glaza, della quale non esiste una versione inglese), con l'aggiunta di tre remix e l'eliminazione dell'intro. Particolarità di questo nuovo lavoro è il maggiore approccio all'elettronica rispetto al tipico stile musicale del duo. È inoltre il primo album (insieme alla versione in russo) in cui le due componenti si cimentano nel canto da soliste: la traccia Martian Eyes (ossia Marskianskie glaza) è interamente cantata da Lena Katina, mentre il brano Sparks, come per la versione russa 220, è quasi del tutto interpretato da Julia Volkova (la voce di Lena si percepisce solo nel ritornello, in gran parte eclissata da quella di Volkova). Non a caso, nel 2012 Lena spiegherà che 220 era stato concepito come brano solista di Julia, ma che la sua voce fu solo in seguito aggiunta al ritornello dopo che il management decise di pubblicare il brano come singolo.
Dell'album sono presenti due versioni: la "Standard Version", formata da quattordici tracce, e la "Trascendent Version", composta dagli stessi brani uniti da intervalli che rendono il suono continuo. Delle due, la "Trascendent Version" è stata definita da Lena come "un viaggio musicale continuo", che ha avuto come principale influenza i Pink Floyd. Sei delle quattordici tracce sono state incluse nella colonna sonora del film You and I.

### Copertina
La copertina dell'album riprende uno scatto delle t.A.T.u. realizzato dal fotografo russo Vladimir Byazrov. Lena, sulla sinistra, indossa della biancheria intima rosa sotto un cappotto classico marrone; Julia, invece, un completo intimo scuro che risalta sotto il cappotto di colore grigio chiaro. Il volto di entrambe le cantanti è strappato. In alto a sinistra è presente il logo del duo e a destra il titolo dell'album, mentre tra le due ragazze si notano le lettere affiancate "WM", ossia le due iniziali del titolo Waste Management.

## Accoglienza
| Recensione   | Giudizio |
| ------------ | -------- |
| Sputnikmusic |          |

L'album ha debuttato con recensioni generalmente favorevoli da parte dei critici musicali, che ne hanno ritenuto la produzione e la composizione musicale adatta al duo, considerandolo "una delle migliori uscite delle t.A.T.u.".

## Promozione
All'uscita di Waste Management le t.A.T.u. erano in stato d'inattività, motivo per cui l'album e i singoli sono usciti in sordina senza promozione, con conseguenti scarsi risultati commerciali.
L'album doveva essere pubblicato nel 2008, poco dopo l'uscita della controparte in russo (resa disponibile il 21 ottobre 2008); misteriosamente, la data della pubblicazione continuò ad essere posticipata, dapprima prevista definitivamente per il 10 ottobre 2009, poi, però, posticipata al 15 dicembre, come annunciato dal sito ufficiale del duo il 18 novembre. Tuttavia, in quel periodo il duo era già in pausa indeterminata, annunciata nel marzo dello stesso anno.

### Singoli
Snowfalls, pubblicato per il download digitale nell'estate 2009, è il primo singolo estratto dall'album ed è la controparte inglese di Snegopady. Il video musicale, trasmesso per la prima volta da MTV Baltic, è stato totalmente creato con effetti grafici computerizzati.
White Robe è il secondo singolo estratto dall'album pubblicato nel novembre 2009 e corrisponde alla versione inglese di Belyj plaščik. Il video musicale fu mandato in onda per la prima volta da MTV Brazil, ed è quasi identico al video utilizzato per la versione russa ma contiene alcune parti della versione non censurata girata per Belyj plaščik.
Sparks, controparte inglese di 220, è il terzo estratto, pubblicato in anteprima in Brasile e sul canale YouTube delle t.A.T.u. nella primavera 2010. Il brano ha ottenuto buoni consensi in America Latina.
- Nel 2010 fu pubblicato soltanto in Brasile dalla Coqueiro Verde Records un EP promozionale contenente i tre singoli dell'album e i video musicali di White Robe e Sparks.[17]

## Tracce

### Standard Version
1. White Robe – 3:16 (Vanja Kilar, Leonid Aleksandrovskij, Marija Maksakova, T.A. Music)
2. You and I – 3:16 (Ed Buller, Andy Kubiszewski)
3. Sparks – 3:09 (Valerij Polienko, Leonid Aleksandrovskij)
4. Snowfalls – 3:15 (Slowman, Leonid Aleksandrovskij, Katja Salem, T.A. Music)
5. Martian Eyes – 3:10 (Sergio Galoyan, T.A. Music)
6. Little People – 3:28 (Slowman, Leonid Aleksandrovskij, T.A. Music)
7. Waste Management – 1:45 (E. Matvejcev)
8. Running Blind – 3:39 (Sven Martin, Rasmus Schwenger, Julian Schramm, Lars Reinartz, Lene Dissing, Christian Behrens)
9. Fly on the Wall – 3:59 (Josh Alexander, Billy Steinberg)
10. Time of the Moon – 3:24 (Vanja Kilar, Leonid Aleksandrovskij, T.A. Music)
11. Don't Regret – 3:09 (Vanja Kilar, Leonid Aleksandrovskij, T.A. Music)

Tracce bonus
1. Belyj plaščik (White Robe) (Fly Dream Remix) – 5:32
2. Running Blind (Transformer Remix) – 3:52
3. Don't Regret (Sniper Remix) – 4:58

### Trascendent Version
Questa versione è formata dai 14 brani seguiti da "intervalli" che rendono il suono continuo. È comunque possibile cambiare traccia per scegliere quale canzone ascoltare ma sul cd stesso è consigliato di non arrestare la musica finché essa non sarà finita.

## Successo commerciale
Il disco non si è distinto dal punto di vista commerciale ed è entrato in classifica soltanto in pochi Paesi, diventando l'album di minor successo del duo.
Il 29 gennaio 2010 Billboard ha riportato che Waste Management è il primo album internazionale del duo a non essersi classificato nella Billboard 200 statunitense, con sole 1 000 copie vendute negli USA fino a quel momento secondo Nielsen SoundScan. È riuscito a rientrare nella top-ten delle classifiche iTunes in Russia e in Messico, e alla posizione numero 86 in Canada. La sua posizione più alta è stata nella Top 100 Mexico, dove ha debuttato al ventiquattresimo posto, per poi raggiungere il terzo posto nella classifica.

## Date di pubblicazione
| Paese     | Data             | Formato           | Versione    | Etichetta              | Nota          |
| --------- | ---------------- | ----------------- | ----------- | ---------------------- | ------------- |
| Mondo     | 15 dicembre 2009 | Download digitale | Standard    | T.A. Music             | [ 4 ]         |
| Russia    | 1º gennaio 2010  | CD                | Trascendent | Misterija Zvuka        | [ 20 ] [ 21 ] |
| Brasile   | 25 gennaio 2010  | CD                | Trascendent | Coqueiro Verde Records | [ 22 ]        |
| Argentina | 1º febbraio 2010 | CD                | Trascendent | Coqueiro Verde Records | [ 23 ]        |
| Cile      | 1º febbraio 2010 | CD                | Trascendent | Coqueiro Verde Records | [ 23 ]        |
| Colombia  | 8 marzo 2010     | CD                | Trascendent | Coqueiro Verde Records | [ 23 ]        |
| Mondo     | 28 agosto 2020   | Streaming         | Standard    | T.A. Music             | [ 24 ]        |